# Церковь Покрова Богородицы (Коломна)
Церковь Покрова Богородицы на Посаде — православный храм в городе Коломне Московской области, в районе Старая Коломна. Относится к Коломенскому 1-му благочинию Коломенской епархии Русской православной церкви.

## История
Первое каменное здание церкви построено в XVII веке. Постройка существующего здания связана с событиями Отечественной войны 1812 года. «Ко дню Покрова 1812 года стало ясно, что угроза неприятельской оккупации Коломны миновала. На радостях коломенцы устроили в честь этого события крестный ход», а в 1813—1828 годах «усердием прихожан: купцов Филиппа, Киприана и Кирилла Максимовичей Кисловых сооружается новая церковь…, ставшая храмом-памятником победы над Наполеоном» В начале XX века около церкви был построен дом причта в стиле модерн. В конце 1930-х годов в церкви было прекращено богослужение, после чего были разрушены верхние ярусы колокольни и барабан, разграблено внутреннее убранство. В 1996 году богослужение возобновлено. К 2006 году восстановлен барабан и главка.

## Архитектурные особенности
Церковь Покрова — бесстолпный храм стиля зрелого классицизма. Четверик храма «несёт массивную купольную ротонду. К храму примыкает двухпридельная трапезная, перекрытая системой крестовых сводов… Ротонда украшена парными пилястрами с лепными коринфскими капителями»

## Приделы
- Смоленской Иконы Божьей Матери
- Святого Григория Богослова